# Абдуллаев, Шахин Шакир оглы
Шахин Шакир оглы Абдуллаев (азерб. Şahin Şakir oğlu Abdullayev; род. 14 ноября 1959, Баку) — азербайджанский дипломат. Посол Азербайджана в Саудовской Аравии.

## Биография
Родился 14 ноября 1959 года в Баку. В 1982 году окончил факультет востоковедения Азербайджанского государственного университета.
С 1981 по 1984 года являлся переводчиком в посольстве СССР в Йемене.
С 1984 по 1989 год являлся научным сотрудником Института востоковедения НАНА.
С 1989 по 1990 год — второй секретарь управления информатики МИД Азербайджана.
С 1990 по 1991 год — второй, первый секретарь отдела научных, культурных и гуманитарных связей МИД Азербайджана.
С 1991 по 1995 год — начальник секретариата МИД Азербайджана. Помощник министра иностранных дел Азербайджана.
С 1995 по 1999 год — советник посольства Азербайджана в Египте.
С 1999 по 2001 год — начальник управления по Исламской конференции МИД Азербайджана.
С 2001 по 2004 год начальник второго управления МИД Азербайджана.
1 сентября 2004 года присвоен ранг чрезвычайного и полномочного посла.
Посол Азербайджана в Кувейте (1 сентября 2004 — 24 июня 2010).
Посол Азербайджана в Египте (24 июня 2010 — 23 декабря 2015). Одновременно являлся постоянным наблюдателем от Азербайджана в Лиге арабских государств (2 ноября 2010 — 23 декабря 2015), постоянным представителем Азербайджана при Африканском союзе (24 ноября 2010 — 24 сентября 2014), послом Азербайджана в Судане (26 октября 2011 — 23 декабря 2015), послом Азербайджана в Алжире (15 сентября 2011 — 19 мая 2015), послом Азербайджана в Эфиопии (10 февраля 2012 — 18 сентября 2014).
С 2016 по 2018 год — посол по специальным поручениям МИД Азербайджана.
Посол Азербайджана в Саудовской Аравии (с 6 февраля 2018). Одновременно является послом Азербайджана в Бахрейне (со 2 апреля 2018), Омане (2 апреля 2018 — 6 июня 2024), постоянным представителем Азербайджана при Организации исламского сотрудничества.
Владеет арабским, английским, русским языками.